# Altoparlante intelligente

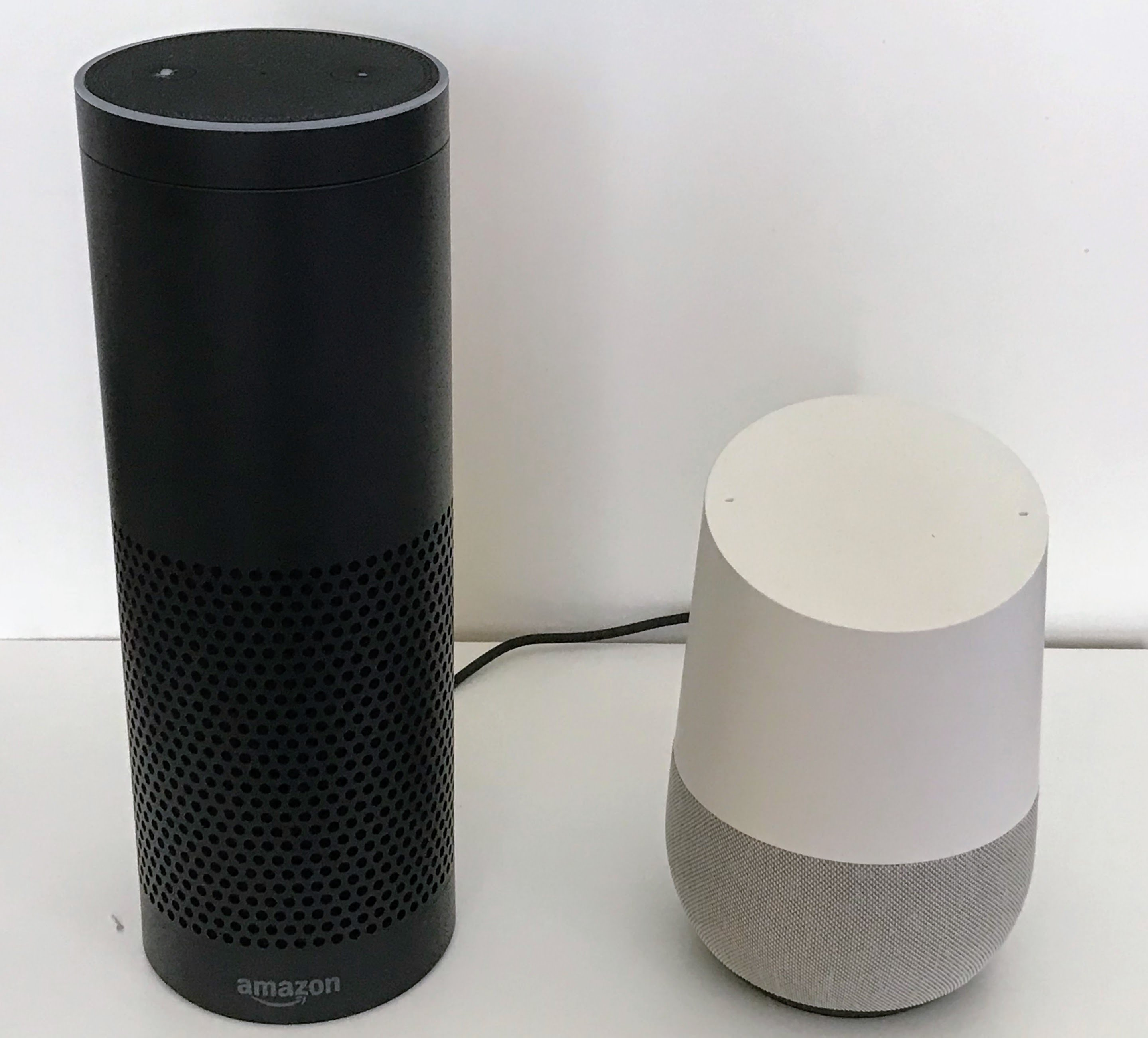
A sinistra un Amazon Echo e a destra un Google Home, due esempi di altoparlanti intelligenti

Un altoparlante intelligente è un tipo di altoparlante wireless che insieme ad un microfono e ad un assistente virtuale integrato all'interno di esso, offre una serie di azioni interattive con l'aiuto di una "parola calda" ("hot word" in inglese).
La maggior parte di questi dispositivi è connesso alla rete Wi-Fi e permette di interfacciarsi ad altri dispositivi domotici oltre a permettere la semplice riproduzione audio via Bluetooth.

## Dispositivi più conosciuti
- Amazon Echo
- Google Home
- HomePod